# Судакский десант
Судакский десант — советский тактический десант, высаженный 6 января 1942 года в районе Судака в Крыму во время Великой Отечественной войны для поддержки основных сил Керченско-Феодосийской операции общими силами до двух полков. Десант не достиг своей цели, поскольку Феодосия была утеряна уже к 17 января. Снабжение и связь были нарушены. Десант предпринял 16—18 января атаку, занял ряд небольших населённых пунктов. После контрударов противника перешел к обороне. Понёс большие потери, и при этом командование флота и фронта не предприняло никаких действий по спасению уцелевших. 27 января часть уцелевших бойцов (до 500 человек) во главе с командиром десанта майором Н. Г. Селиховым присоединилась к партизанам Крыма.

## Предыстория
После завершения Керченско-Феодосийской десантной операции командование Кавказского фронта (командующий генерал-лейтенант Д. Т. Козлов) потребовало от командования Черноморского флота (командующий вице-адмирал Ф. С. Октябрьский) высадки отвлекающего десанта в районе Судака с целью поддержки советских войск, наступавших от Керчи и Феодосии. Десант формировался и выходил из Новороссийска.

## Высадка передовой группы 6 января
В ночь с 5 на 6 января 1942 года в посёлке Новый Свет у мыса Чеканный (Чеканын-Кая) с эсминца «Способный» и сторожевого катера был высажен передовой отряд десанта (218 военнослужащих 226-го горно-стрелкового полка), имеющий задачу после начала высадки основного десанта диверсионными действиями прервать связь и атаковать штабы. Десантирование не было замечено противником и десантники ушли в тыл противника.
Тем не менее при попытке захватить комендатуру в Новом Свете в бою погиб командир группы и несколько бойцов, а несколько человек были захвачены и убиты на месте крымско-татарскими коллаборационистами. Остальные десантники ушли в лес, 11 января при прочёсывании местности противник захватил 51 пленного. Остатки группы скрывались в лесу на массиве Перчем до прихода основных сил полка, не ведя активных действий, и 16 января 1942 года соединились с десантом в Судаке.
Обращает на себя внимание явная поспешность высадки — эта группа была передовым отрядом десанта, план которого ещё не был разработан (его утвердили оперативной директивой штаба Черноморского флота № 05/оп только 10 января, после чего и началась подготовка к основной десантной операции).

## Высадка основного десанта

Командир 226-го горнострелкового полка майор Н. Г. Селихов

В ночь на 16 января 1942 года непосредственно в Судакской бухте был высажен основной десант (1750 военнослужащих 226-го горно-стрелкового полка из состава 63-й горнострелковой дивизии 44-й армии с четырьмя 76-мм орудиями, командир майор Н. Г. Селихов).
Высадка производилась при семибалльном шторме и ураганном ветре с крейсера «Красный Крым», эсминцев «Сообразительный» и «Шаумян», канонерской лодки «Красный Аджаристан», 6 катеров «морской охотник» при артиллерийской поддержке линкора «Парижская коммуна» и эсминцев «Безупречный» и «Железняков». В операции также участвовали две подводные лодки, выполнявшие роль плавучих маяков. Командующий операцией — контр-адмирал Л. А. Владимирский. В Судаке на момент начала операции находились только румынские части, после начала артобстрела бежавшие.
В половине седьмого вечера 16 января радиосвязь командования флота со штабом полка пропала и больше не восстановилась — видимо, вышла из строя радиостанция или сели батареи.
К вечеру 16 января десантники захватили Новый Свет, Кучук Таракташ (Малый Таракташ) и Биюк Таракташ (Большой Таракташ, ныне Дачное). В некоторых из этих пунктов имели место ожесточённые бои, в которых советские десантники потеряли до 100 человек, а немецко-румынские войска — до 300 солдат, также десантники захватили 4 орудия, 450 винтовок, 9 автомашин, 1 станковый пулемёт, 2 миномёта, 1 артиллерийский склад и 11 пленных (из них два офицера). В боях 17 января десант потерял до 160 человек, противник — до 220 человек, были захвачены ещё 2 миномёта и несколько десятков единиц стрелкового оружия.
В Судаке были восстановлены органы советской власти и создана военная комендатура, начальником которой назначили начпрода полка техника-интенданта 2-го ранга Агеева. Штаб майора Селихова первоначально разместился в судакской гостинице.
Главная задача — содействие наступлению советских войск в районе Феодосии — потеряла смысл, так как 15 января части 11-й немецкой армии Манштейна сами перешли в наступление, и 17 января Феодосия была оставлена советскими войсками.

## Силы противника
К Судаку противник бросил импровизированные резервы — 13-й румынский горный батальон и одну роту 18-го румынского горного батальона. Эти силы поддерживала артиллерийская группировка в составе батареи 4-го румынского артполка (три орудия), роты 560-го противотанкового дивизиона (шесть орудий) и восемь зениток из 22-го зенитного батальона. Боеспособность румынских войск была невысока, поэтому к вечеру 16 января сюда направили немецкие части — сводную роту 46-го сапёрного батальона и роту 438-го пехотного полка, усиленные одной 150-мм гаубицей. Общее руководство Судакской группой было поручено командиру 22-го зенитного батальона.
Когда ситуация под Феодосией к 20 января решилась в пользу немцев, для уничтожения десанта были сформированы две группы:
Западная группа:
- батальон 391-го пехотного полка;
- штаб 240-го противотанкового дивизиона 170-й пехотной дивизии с одним противотанковым взводом (пять 37-мм орудий).

Восточная группа:
- штаб 399-го пехотного полка 170-й пехотной дивизии;
- усиленный батальон 391-го полка с двумя 75-мм пехотными и тремя 37-мм противотанковыми орудиями;
- одну 88-мм зенитку, два 20-мм зенитных автомата и три румынских горных орудия.

После неудачи наступления противник к 25 января получил резервы:
Западная группа:
- батальон 105-го пехотного полка 72-й пехотной дивизии;
- батальон 391-го пехотного полка 170-й пехотной дивизии;
- 13-й румынский горный батальон;
- рота 438-го пехотного полка 132-й пехотной дивизии;
- рота 560-го отдельного противотанкового дивизиона (шесть 37-мм орудий);
- взвод 240-го противотанкового дивизиона 170-й пехотной дивизии (пять 37-мм орудий);
- два 88-мм орудия 22-го зенитного батальона;
- взвод лёгких полевых гаубиц 240-го артиллерийского полка 170-й пехотной дивизии;
- два (по другим данным — три) штурмовых орудия.

Восточная группа:
- штаб 399-го пехотного полка 170-й пехотной дивизии;
- усиленный батальон 399-го пехотного полка 170-й пехотной дивизии (два лёгких пехотных орудия и три 37-мм противотанковые пушки);
- батальон 391-го пехотного полка 170-й пехотной дивизии;
- 17-й горный батальон (румынский);
- два румынских горных орудия;
- взвод тяжёлых полевых гаубиц;
- одно 88-мм зенитное орудие;
- взвод зенитных автоматов (два 20-мм орудия).

Таким образом, против двух советских горнострелковых полков противник сосредоточил силы, также эквивалентные двум полкам. При этом немецкие и румынские войска имели хорошее снабжение и тыловое обеспечение, а также поддерживались сильной артиллерией (полевой, противотанковой и даже самоходной, 3 единицы). Десантники же имели всего шесть 76-мм орудий (четыре из которых были выгружены во время первой высадки, два — во время второй), регулярное снабжение боеприпасами у них отсутствовало.

## Действия десанта

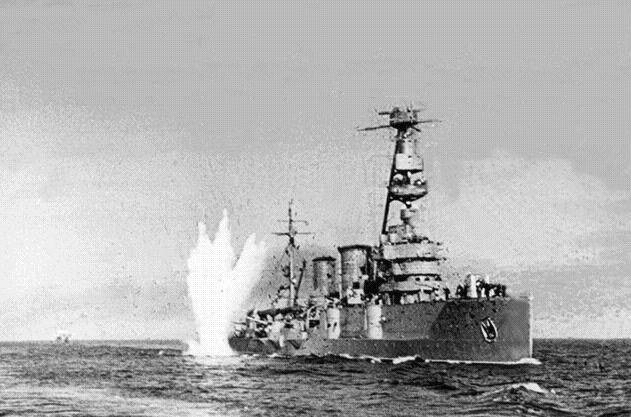
Крейсер «Красный Крым»

Десант занял круговую оборону — по одной роте перекрыли дороги на Алушту и Грушевку, вокруг Судака также укрепилась 1 рота с двумя орудиями. Основные силы полка выдвинулись к Феодосии, но попали под удар немецких войск. 19 января Манштейн бросил против десанта войска, освободившиеся под Феодосией. Авангард полка был окружён и погиб в полном составе в бою в селе Отузы (ныне Щебетовка). Остальные силы полка до 22 января оборонялись в районе перевала Синор, несмотря на использование противником авиации. В ночь с 23 на 24 января полк отошёл и закрепился восточнее Большого Таракташа. Обращает на себя внимание тот факт, что с 16 по 23 января десант действовал вообще без какой-либо поддержки со стороны флота или фронта. Огромной проблемой стало отсутствие доставки боеприпасов к десанту. По мнению ряда отечественных авторов, командование Крымского фронта забыло про десант, а командование Черноморским флотом не принимало мер, поскольку полагало, что проведение операции — задача фронта.
В это же время десантники получили незапланированное подкрепление — на плацдарм начали выходить бойцы из частей 44-й армии, окружённых западнее Феодосии. В частности, к десанту присоединились остатки первого батальона 818-го стрелкового полка 236-й стрелковой дивизии во главе с комиссаром батальона Г. С. Чаловым, но в этих группах недоставало вооружения и почти не было боеприпасов.
Обстановка стала угрожающей для десанта, однако советское командование решило не снимать его, а наоборот, усилить. 23 января эсминец «Бодрый» доставил в Судак боеприпасы и вывез 40 раненых.
В ночь на 24 января в Судаке был высажен 554-й горнострелковый полк 138-й горнострелковой дивизии 44-й армии (командир — майор С. И. Забродоцкий, 1376 человек, 2 орудия) и рота морской пехоты Черноморского флота (150 человек). В отряд кораблей высадки входили крейсер «Красный Крым», эсминец «Шаумян», тральщик Т-412 №16, четыре сторожевых катера, в отряд кораблей артиллерийской поддержки — эсминцы «Безупречный» и «Сообразительный», командовал операцией начальник штаба эскадры Черноморского флота капитан 1-го ранга В. А. Андреев. Высадка проходила в жестокий шторм и мороз, из-за чего ещё около 250 человек с крейсера «Красный Кавказ» высадить не смогли. Одновременно удалось эвакуировать до 250 раненых.

## Гибель десанта
Это подкрепление явно запоздало и не могло изменить обстановку. 26 января противник (немецкие части общей численностью до двух пехотных полков, 4-я румынская горная бригада, усиленные артиллерией и танками) перешел в решительное наступление. Десант понёс большие потери, и после окончательного истощения боеприпасов был сбит с занимаемых рубежей. Никаких действий по спасению десанта командование флота и фронта не предпринимало, связь командира десанта с вышестоящим командованием отсутствовала. 27 января был оставлен Судак. Уцелеть и уйти к партизанам смогло около 880 (в других источниках указываются меньшее число пришедших к партизанам: 350 человек, а по докладу майора Н. Г. Селихова — 500 бойцов) человек, в том числе командир полка Н. Г. Селихов, политрук И. Я. Бабичев. Спасено было только 290 раненых на кораблях 23 и 24 января. Все остальные (около 2500 человек) погибли или попали в плен. Согласно немецкому донесению, при ликвидации десанта по состоянию на 28 января собрано 770 трупов убитых красноармейцев, захвачено в плен 876 красноармейцев, значительная часть из них — раненые. Все они были расстреляны. Несколько последующих дней противником также захватывались или уничтожались разрозненные мелкие группы десантников.
29 января 1942 года к Судаку подошёл отряд кораблей Черноморского флота — эсминец «Безупречный», 2 сторожевых катера — с очередным пополнением (вновь не имея связи с десантом). Обнаружив, что берег занят противником, командир отряда отказался от высадки и вернулся в Новороссийск.
Противник потерял в боях против Судакского десанта 874 человек немцев и румын убитыми. Известны потери 4-й румынской горной бригады — 260 убитых, 63 пропавших без вести, 571 раненый. Немецкие потери ранеными неизвестны. В боях против десанта, кроме немецких и румынских войск, принимали участие и созданные оккупантами крымско-татарские вооруженные формирования, так называемые роты самообороны (до 1000 человек), потерявшие до 400 человек убитыми и ранеными. При этом другие крымские татары добровольно присоединились к десанту, а затем вывели его остатки к партизанам.
Судакчане-патриоты с первых дней оказывали помощь десантникам, организовав «народный батальон». В этом батальоне сражались коммунисты Леонтий Цыкунов, Любовь Святская, Дмитрий Черниченко, Ольга Остроумова, которые были взяты в плен и расстреляны карателями 16 февраля 1942 года в Оленьей балке (ныне район отеля «Форум»).
Во время карательной операции после разгрома десанта 13 февраля 1942 года на берегу моря (ныне территория ТОК «Судак») были расстреляны 25 мирных граждан-евреев.

## Причины гибели десанта
По мнению немецкого исследователя К. Юона, события в Судаке в январе 1942 года (а также в ряде других районов Крыма) показали неспособность на тот момент командования Черноморского флота и фронта к организации успешных боевых действий. Авторами военно-исторического труда «Советское военно-морское искусство в Великой Отечественной войне», также была подвергнута критике организация операции: «При этой высадке не было достигнуто ни одно из условий, способствующих успеху тактического десанта». Десант не мог выполнить роль отвлекающего, так как имел недостаточную численность и мизерное количество артиллерии. Более того, отсутствовала действенная поддержка высаженного десанта с моря и с воздуха, не были налажены снабжение и эвакуация. Сомнительным представляется и место высадки — Судак и окрестные посёлки расположены в приморской котловине, окружённой горами с малым числом узких дорог. Перекрыв последние, противник смог блокировать десант в Судаке. Только когда начались оборонительные бои десанта, это обстоятельство сыграло положительную роль и позволило ему продержаться достаточно длительный срок. Отвлечение сил противника также не достигло своей главной задачи, поскольку противник снял их с решающего направления уже после того, как линия фронта под Феодосией стабилизировалась.
Ряд исследователей (например, А. Широкорад, В. Гончаров) усматривает причины неудач действий советских войск и флота в Крыму в этот период в явно ненормальной ситуации, когда весь Черноморский флот передавался в оперативное подчинение командующему Кавказским фронтом. Армейское командование требовало помощи сухопутным войскам (в том числе и путём высадки десантов), не отдавая себе отчёта в реальности выполнения поставленных задач. Флотское командование, в свою очередь, боялось выносить вопрос на уровень Верховного Главнокомандования и шло на высадку заведомо обречённых десантов (также, например, Евпаторийский десант).
Действия десанта и его гибель в бою никак не были использованы командованием.

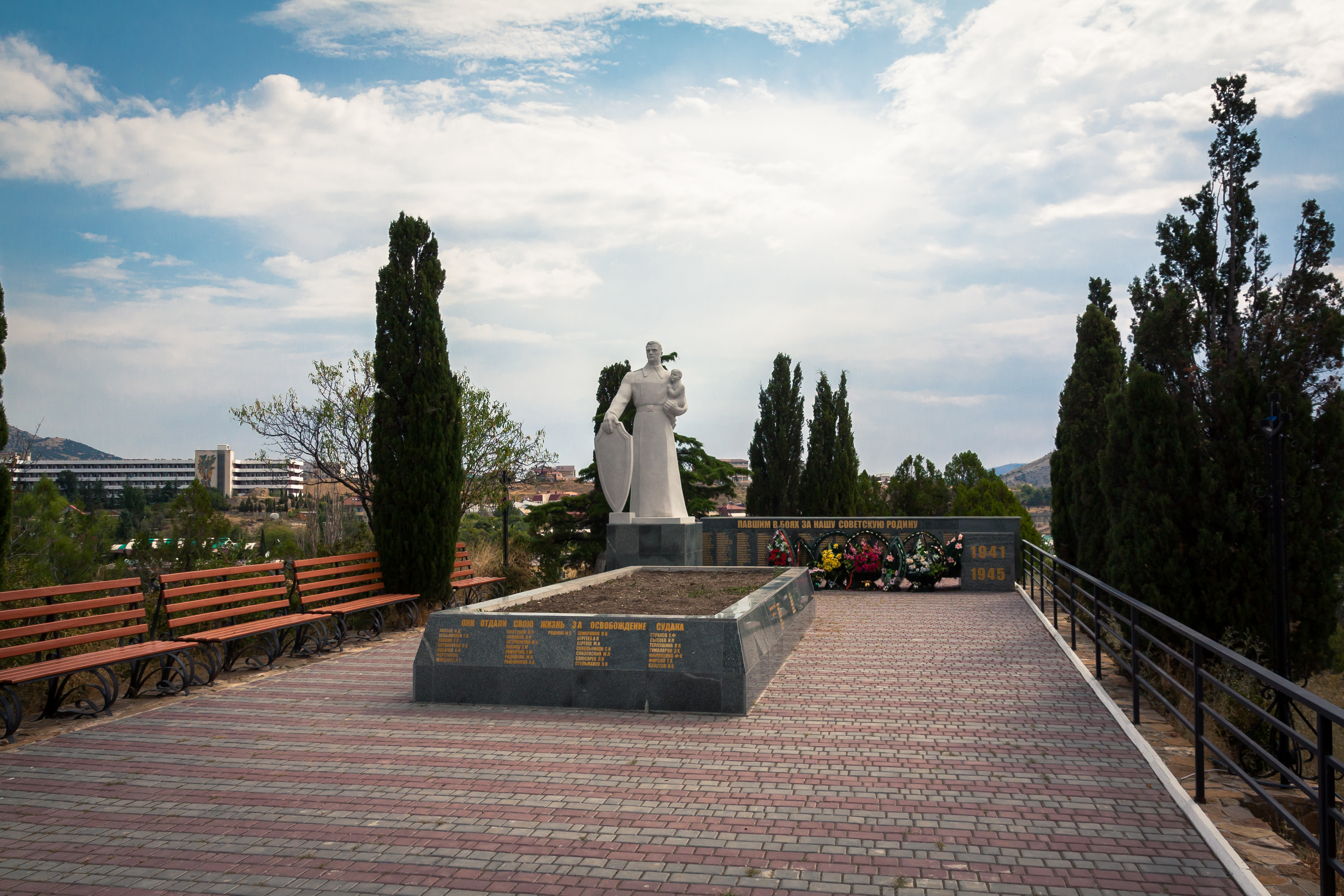
Монумент на Холме славы, 1974   Объект культурного наследия народов РФ регионального значения. Рег. № 911710937250005 (ЕГРОКН).
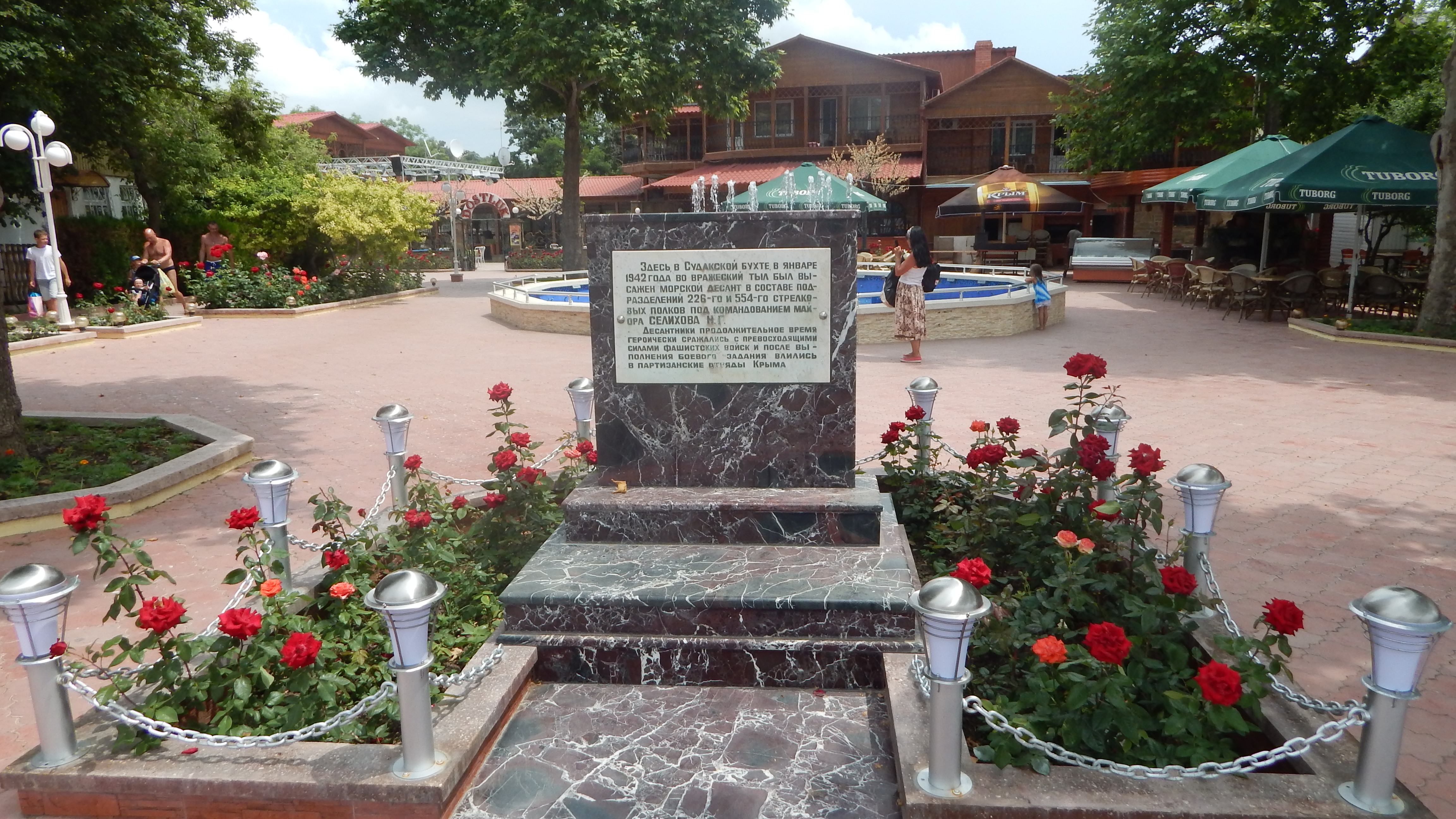
Памятный знак на месте высадки Судакского десанта, установлен в 1969 году  Объект культурного наследия народов РФ регионального значения. Рег. № 911710937180005 (ЕГРОКН)
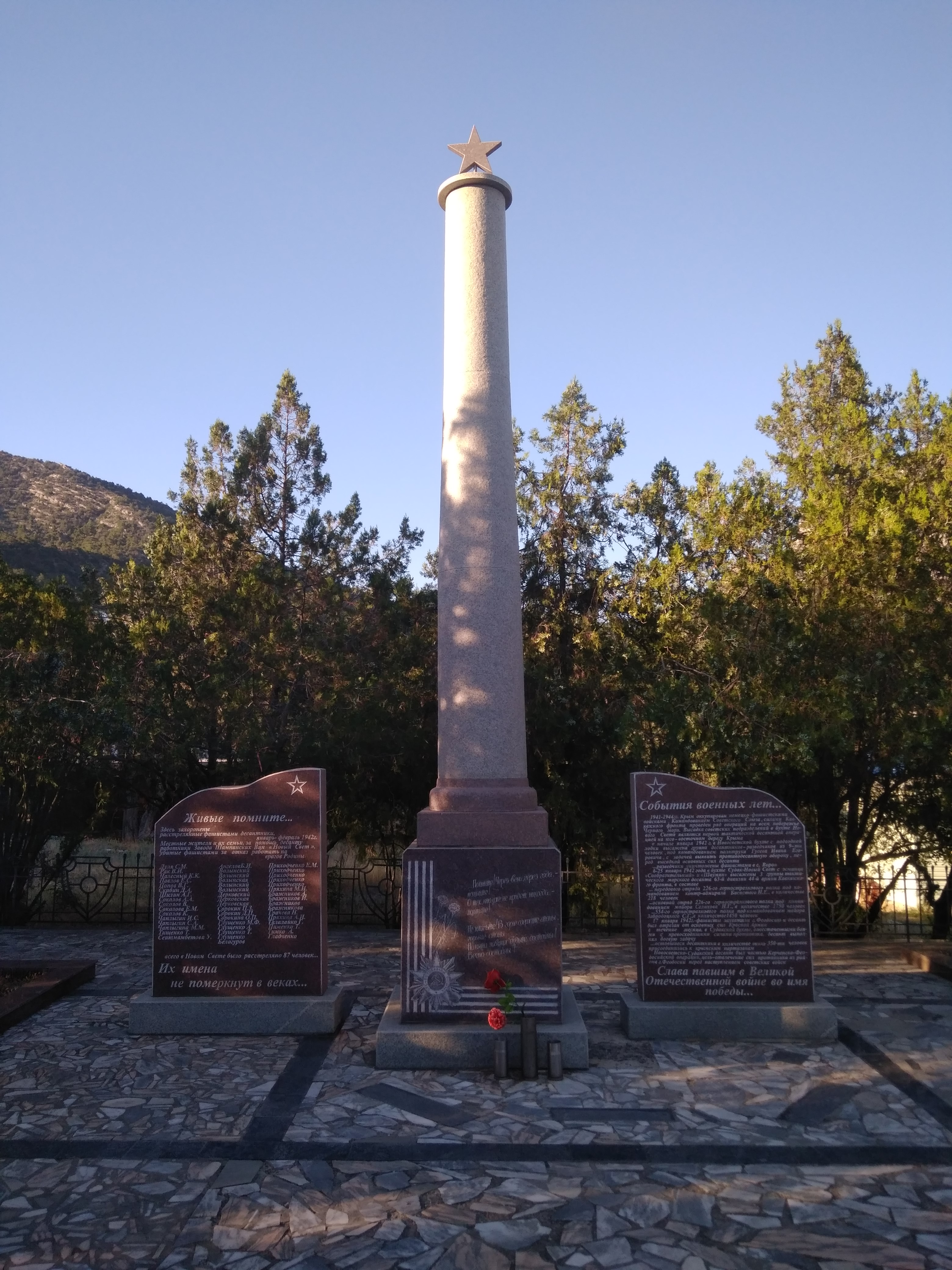
Братская могила советских воинов и мирных жителей — жертв фашистского террора в Новом Свете  Объект культурного наследия народов РФ регионального значения. Рег. № 911710938180005 (ЕГРОКН)

## Память
Выжившие участники Судакского десанта собирались на встречах ветеранов, в 1983 году вышло первое издание книги Г. А. Корабельского
В память о подвиге десанта в Судаке сооружен Холм Славы на братской могиле десантников и партизан. На кургане в 1974 году установлен памятник Объект культурного наследия народов РФ регионального значения. Рег. № 911710937250005 (ЕГРОКН).
Также установлены в 1969 году памятный знак на месте высадки десанта на городской набережной Объект культурного наследия народов РФ регионального значения. Рег. № 911710937180005 (ЕГРОКН).
В Новом Свете памятник на братской могиле десантников и жертв фашистского террора  Объект культурного наследия народов РФ регионального значения. Рег. № 911710938180005 (ЕГРОКН) .
Ежегодно в годовщину десанта и на 9 мая проходят торжественные возложения цветов и памятные митинги.

## Документы
- Доклад командира 226 гсп Н. Г. Селихова о десантной операции в Судаке // Крым в Великой Отечественной войне 1941—1945 гг. — М.: Яуза-каталог, 2017. — 400 с. — ISBN 978-5-9500920-0-8. — С. 144—149.